# Ramon Rodrigo de Carvalho
Ramon Rodrigo de Carvalho, noto semplicemente come Ramon (Limeira, 19 maggio 1997), è un calciatore brasiliano, centrocampista dell'Ituano.

## Caratteristiche tecniche
È un centrocampista difensivo.

## Statistiche
Statistiche aggiornate al 31 maggio 2023.

### Presenze e reti nei club
| Stagione        | Squadra         | Campionato      | Campionato | Campionato | Coppe nazionali | Coppe nazionali | Coppe nazionali | Coppe continentali | Coppe continentali | Coppe continentali | Altre coppe | Altre coppe | Altre coppe | Totale | Totale | Totale |
| Stagione        | Squadra         | Comp            | Pres       | Reti       | Comp            | Pres            | Reti            | Comp               | Pres               | Reti               | Comp        | Pres        | Reti        | Pres   | Reti   |        |
| --------------- | --------------- | --------------- | ---------- | ---------- | --------------- | --------------- | --------------- | ------------------ | ------------------ | ------------------ | ----------- | ----------- | ----------- | ------ | ------ | ------ |
| 2019            | Vila Nova       | PD/GO+B         | 0+36       | 2          | CB              | 4               | 0               |                    | -                  | -                  |             | -           | -           | 40     | 2      |        |
| 2020            | Bahia           | PD/BA+A         | 6+13       | 0+2        | CB              | 0               | 0               | CS                 | 4                  | 0                  | CdN         | 4           | 0           | 27     | 2      |        |
| 2021            | América-MG      | M1/MG+A         | 5+10       | 1+0        | CB              | 2               | 0               |                    | -                  | -                  |             | -           | -           | 17     | 1      |        |
| 2022            | Atl. Goianiense | PD/GO+A         | 8+0        | 0          | CB              | 1               | 0               | CS                 | 0                  | 0                  |             | -           | -           | 9      | 0      |        |
| 2022            | Ponte Preta     | B               | 11         | 0          | CB              | 0               | 0               |                    | -                  | -                  |             | -           | -           | 11     | 0      |        |
| 2023            | Ponte Preta     | A2/SP+B         | 10+4       | 1+0        | CB              | 0               | 0               |                    | -                  | -                  |             | -           | -           | 14     | 1      |        |
| Totale carriera | Totale carriera | Totale carriera | 103        | 6          |                 | 7               | 0               |                    | 4                  | 0                  |             | 4           | 0           | 118    | 6      |        |

## Palmarès

### Competizioni statali
- Campionato Baiano: 1

Bahia: 2020
- Campionato Goiano: 1

Atl. Goianiense: 2022
- Campeonato Paulista Série A2: 1

Ponte Preta: 2023